# Democracia Cristiana (España)
Democracia Cristiana (DC) fue un partido político español fundado en 1978, resultante de la fusión de distintas colectividades de ideología democristiana que no se habían integrado en Unión de Centro Democrático.

## Historia
Después de los paupérrimos resultados electorales en las elecciones generales de 1977, la Federación de la Democracia Cristiana inició conversaciones con otras fuerzas políticas de similar ideología para formar un nuevo partido que agrupara a la democracia cristiana española. Estas agrupaciones formaron DC en una asamblea constituyente celebrada en Madrid los días 4 y 5 de febrero de 1978, en la que concurrieron FDC, Unión Demócrata Cristiana (UDC), Unió Democrática del País Valencia, Democracia Cristiana Andaluza, Democracia Cristiana Aragonesa, Democracia Social Cristiana de Cataluña y Unió Catalana.
Realizó su primera asamblea federal el 11 y 12 de marzo de 1978, en la que se eligieron las autoridades de la colectividad. Su comité ejecutivo se encontraba compuesto comité ejecutivo se encontraba compuesto por José María Gil-Robles y Gil-Delgado (secretario de relaciones políticas), José Luis Merino (secretario de relaciones exteriores), Miguel Bermudo (secretario de organización), José Luis Mirete (secretario de ideología) y Vicente Sánchez (secretario de prensa).
En marzo de 1978, UDC se retiró de DC y no participó en la asamblea federal del partido. El referente no adquirió mayor relevancia política y a poco andar desapareció.